# Ferret (vêtement)
Pour les articles homonymes, voir Ferret.

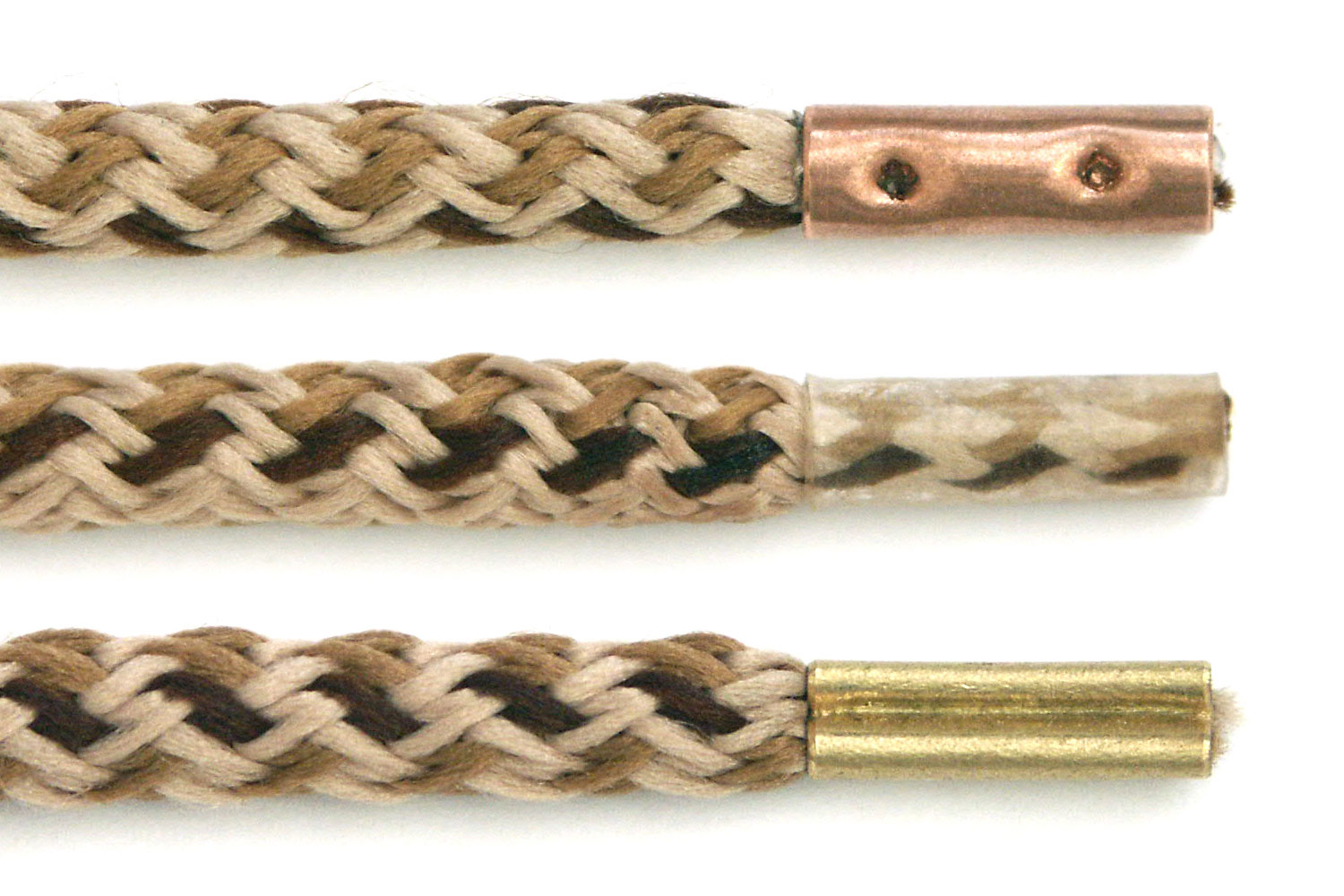
Trois lacets de soulier avec bouts (aglets ou ferrets) différents : cuivre, plastique, laiton.

Les ferrets, ou aglets, sont de petits objets de métal, qui étaient le plus souvent en fer (d'où leur nom), et en forme de petit manchon ou petit tube. Ils désignent particulièrement les petits embouts métalliques fixés à l’extrémité d’un lacet ou d’une aiguillette. 
Autrefois, on les accrochait aux lacets des souliers comme décorations. Les ferrets pouvaient aussi se présenter sous forme de petites broches de métal, ornées de pierres précieuses comme le diamant, et rivées à l’extrémité d’un lacet ou d’un ruban.
Aujourd'hui, des aglets (le plus souvent en plastique, parfois en métal — mais différents matériaux et méthodes existent) équipent les bouts des lacets de chaussure dans un but plutôt utilitaire : faciliter le passage des lacets dans les œillets des chaussures pour ensuite les nouer, afin d'ajuster étroitement la chaussure et la faire correctement tenir au pied, pour peu que celle-ci soit bien lacée, et que ses lacets en soient bien noués.  

## Histoire
Le mot « ferret », attesté dès le XIVe siècle, est dérivé du mot fer avec le suffixe « -et » formant diminutif (probablement en raison de sa petite taille).
Le mot français « aglet » vient de l'anglais aglet. Mais au départ il s’agit du mot latin féminin ăcŭs,-ūs signifiant « aiguille »,, devenu « aiguillette » en moyen français, puis passé à l'anglais sous la forme « aglet » et revenu sous cette même forme au français (comme souvent, par exemple : « conter fleurette » → « fleureter » → « flirt » → « flirter »). 
« Les premiers lacets étaient difficiles à utiliser car ils étaient de simples fils et devait être entrés de force dans les œillets des chaussures [le plus souvent au moyen d'une pointe de métal extérieure] ». 
Alors les premiers aglets furent introduits en 1791 ; ils étaient en pierre ou en étain. Des aglets ornementaux, faits avec de l’argent ou de l’or, étaient populaires vers la fin du XIXe siècle (dans les classes aisées). Les aglets en plastique ont commencé à se répandre au XXe siècle ; depuis, les lacets en sont tous équipés.

## Dans les arts et la culture populaire

### Littérature

#### Roman
- Dans Les Trois Mousquetaires d’Alexandre Dumas, le passage intitulé « Les ferrets de la reine » est un des plus importants et connus du roman.
- Les Ferrets de la reine, c'est aussi le titre d'un roman policier historique de Jean d'Aillon, paru en 2007[7], qui réinterprète cet épisode des Trois Mousquetaires d'une toute autre façon.

### Filmographie

#### Télévision
- 2009 : Dans Phinéas et Ferb épisode 3 de la saison 2 Le petit bout du bout, les enfants mettent à l'honneur l'aglet.